# Cristianesimo occidentale
Cristianesimo occidentale è un termine usato per includere il rito latino della Chiesa cattolica e delle chiese derivate da quest'ultima, tra cui le chiese anglicana e protestante, che condividono caratteristiche comuni che possono essere ricondotte al Medioevo. Il termine è usato in contrapposizione al cristianesimo orientale.
Il cristianesimo occidentale si sviluppò e diventò predominante nella maggior parte delle regioni occidentali, settentrionali, centrali e meridionali dell'Europa, dell'antico Nordafrica, Sudafrica, e in tutta l'Australia e l'emisfero occidentale. Se utilizzato nei periodi storici dal XVI secolo, il termine cristianesimo occidentale si riferisce sia al cattolicesimo sia al protestantesimo, soprattutto in riferimento ai loro aspetti in comune (per esempio i riti, la dottrina e la storia) piuttosto che per gli aspetti differenti tra loro.
Oggi, la distinzione geografica tra cristianesimo occidentale e orientale non è così netta, soprattutto dopo la diffusione dei missionari.